# The Lost World (2001)
The Lost World is een Britse televisiefilm uit 2001, gebaseerd op de gelijknamige roman van Arthur Conan Doyle. De regie was in handen van Stuart Orme.
De film werd geproduceerd voor de BBC, en voor het eerst uitgezonden in 2001 als een miniserie van twee afleveringen.

## Verhaal
Tijdens een lezing in het Natural History Museum vertelt Professor Challenger hoe hij een paar maanden geleden, bij een expeditie in de Amazone, een Pterosauriër heeft neergeschoten. De meeste aanwezigen, waaronder professor Summerlee, doen het af als een sterk verhaal daar Challenger geen bewijs heeft. Alleen de ambitieuze jager John Roxton en de columnist Edward Malone geloven Challenger, en zijn bereid hem te vergezellen bij een nieuwe expeditie naar de Amazone. Summerlee besluit, ondanks dat hij Challenger niet gelooft, toch mee te gaan.
Tijdens de bootreis toont Challenger de sarcastische Summerlee een kaart, getekend door de Spaanse man Padre Mendoz. Hij belandde ooit in een afgelegen gebied van Brazilië, waar hij blijkbaar een plateau heeft gevonden, dat vergeven was van de prehistorische dieren. De geïsoleerde ligging van het plateau heeft al wat erop leeft afgeschermd van de evolutionaire veranderingen die de rest van de wereld doormaakte. Wanneer de groep aankomt in Brazilië, begint Roxton te flirten met Agnes, het nichtje van een priester genaamd Theo Kerr. De twee zullen de groep vanaf hier vergezellen.
Uiteindelijk vindt de groep het plateau. Via een boomstam steken ze het ravijn over. De priester duwt in een woede-uitbarsting de boomstam echter het ravijn in waardoor de groep vast komt te zitten op het plateau. Alleen de priester staat nog aan de goede kant van het ravijn, maar weigert hulp te gaan halen. De groep ziet al snel dat de verhalen van de prehistorische dieren kloppen. Ze vinden een hypsilophodon, en worden aangevallen door pterosauriërs.
Wanneer de groep zich terugtrekt in een bos om bij te komen, spot Edward een aap die er volgens hem bijzonder menselijk uitziet. De groep zet een kamp op. Die nacht worden ze aangevallen door een Allosauroidea. De groep splitst zich op. Edward en Agnes worden door de Allosauroidea achtervolgd tot ze in een put vallen, en de Allosauroidea zelf gespietst wordt op twee houten staken.
Na uit de put te zijn ontsnapt ontdekken ze dat Challenger en Summerlee zijn gevangen door de aapmensen die Edward eerder zag. De aapmensen willen de twee offeren. Roxton, Edward en Agnes vallen met vuurwapens de aapmensen aan en bevrijden de professoren. Challenger probeert in de chaos een van de aapmensen te redden daar ze volgens hem de ontbrekende schakel in de menselijke evolutie zijn. Bij hun reddingsactie bevrijdt de groep ook de zoon van het stamhoofd van een groep inboorlingen. De jongeman herkent in professor Challenger Padre Mendoz – de Portugese man die de kaart heeft getekend. Hij vertelt de groep dat er ooit een grot was die van het plateau naar de benedenwereld leidde, maar dat deze is afgesloten door een zonderlinge man. De groep volgt de man naar zijn kamp, waar ze al snel welkom worden geheten.
De groep verblijft een paar weken in het dorp. Dan wordt de vrede verstoord door een aanval van twee Allosaurussen. Roxton kan er een doden met zijn olifantengeweer, maar de andere doodt het stamhoofd. Uiteindelijk slaagt Edward erin ook de andere Allosaurus te doden. De inboorlingen geven de witte indringers de schuld van de aanval. Tijdens de aanval gebruikt Summerlee wat explosieven om de afgesloten grot weer te openen, zodat de groep het plateau kan verlaten. Roxton blijft achter om hun aftocht te dekken.
Buiten de grot treft de groep de priester weer, en beseft dat hij het was die de grot had afgesloten. Hij is teruggekomen om de grot opnieuw af te sluiten daar het plateau volgens hem een creatie is van de duivel. Tevens wil hij de groep vermoorden daar ze het plateau hebben bezocht. In een worsteling met Summerlee raakt de priester zichzelf met zijn eigen pistool, en sterft.
De groep, minus Roxton, keert terug naar Londen. Ze nemen als bewijs een jonge Pterosauriër mee. Deze ontsnapt echter tijdens de tentoonstelling. Malone en Summerlee dringen er bij Challenger op aan om verder te zwijgen over het plateau, dus maakt Challenger de aanwezigen wijs dat de Pterosauriër die ze net zagen gewoon een Amazonegier was. In de slotscène ziet men Roxton, nog altijd in het dorp van de inboorlingen. Hij is getrouwd met een vrouw uit het dorp.

## Rolverdeling
| Acteur            | Personage                     |
| ----------------- | ----------------------------- |
| Bob Hoskins       | Prof. George Challenger       |
| James Fox         | Prof. Leo Summerlee           |
| Tom Ward          | Lord John Phillip Roxton      |
| Matthew Rhys      | Edward Malone                 |
| Elaine Cassidy    | Agnes Cluny                   |
| Peter Falk        | Reverend Theo Kerr            |
| Nathaniel Lees    | Indian Chief                  |
| Tamati Rice       | Achille (as Tamati Te Nohotu) |
| Nicole Whippy     | Maree                         |
| Inia Maxwell      | Indian Leader                 |
| Tessa Peake-Jones | Mrs. Hilda Summerlee          |
| Tim Healy         | McArdle                       |

## Verschillen met het boek
De film vertoont een aantal verschillen met het boek:
- In het boek bevindt het plateau zich in Venezuela, niet in Brazilië.
- In het boek is Edward’s enige geliefde Gladys, die in Londen achterblijft. In de film wordt hij verliefd op Agnes.
- De personages Gomez en Zambo komen in de film niet voor. De rol van Gomez wordt overgenomen door priester Theo Kerr.
- De stam van humanoïden bestaat in de film uit overlevenden van een Portugese expeditie in plaats van een prehistorisch ras.
- In het boek verlaat Roxton het plateau wel.

## Prijzen en nominaties
2002
- De BAFTA TV Award voor Best Original Television Music
- De BAFTA TV Award voor Beste Geluid (Fiction/Entertainment)
- De BAFTA TV Award voor Best Visual Effects & Graphic Design

2003
- De Emmy Award voor Outstanding Music Composition for a Miniseries, Movie or a Special (Dramatic Underscore)
- De Emmy Award voor Outstanding Special Visual Effects for a Miniseries, Movie or a Special